# Джордже Бранкович (деспот)
Джордже Бранкович, також відомий як Святий Максим (серб. Ђорђе Бранковић; 1461 — 18 січня 1516) — останній титулярний деспот Сербії з династії Бранковичів в 1486—1497 роках. З 1493 року правив разом з молодшим братом Йованом, на користь якого 1497 року зрікся всіх титулів. Постригся в ченці під ім'ям Максим. 1513 року став белградським митрополитом. Святий Сербської православної церкви.

## Ранні роки
Джордже народився близько 1461 року в родині сербського деспота у вигнанні Стефана Бранковича та його дружини Ангеліни Аріаніті. На момент народження Джордже його батьки проживали в албанському місті Шкодер, оскільки мати Джордже походила з албанського феодального роду. Пізніше родина переїхала до Італії, де отримала замок Вармо. 1476 року батько Джордже, Стефан, помер. 1479 року імператор Священної Римської імперії Фрідріх III дав родині замок Вайтенсфельд у Каринтії.

## Правління
Двоюрідий брат Джордже, титулярний деспот Сербії Вук Бранкович, помер 1485 року, не залишивши нащадків чоловічої статі. Відтак король Угорщини Матяш Корвін запросив Джордже на деспотський трон, оскільки він разом з братом Йованом залишилися єдиними представниками роду Бранковичів чоловічої статі.
1486 року Джордже з родиною прибув до Угорщини, де отримав від короля Матяша Корвіна титул деспота Сербії. Також король дав родині міста Купиново, Сланкамен та Беркасово у Сремі.
1487 року Джордже одружився з Ізабеллою дель Бальцо (пом. 1498), дочкою Анджільберто дель Бальцо, герцога Нардо в складі Неаполітанського королівства. Також вона була двоюрідною сестрою Беатриси Арагонської — дружини угорського короля Матяша Корвіна.
З 1493 року Джордже правив спільно зі своїм братом Йованом. 1494 року вони вдвох боролися проти феодала Лорінца Уйлакі. У грудні того ж року вони захопили місто Митровиця.

## Чернецтво та посада митрополита
1497 року Джордже зрікся всіх своїх титулів та володінь на користь брата Йована, після чого прийняв монаший постриг, взявши ім'я Максим. Згодом він заснував монастир Крушедол на горі Фрушка гора.
Після смерті Йована Бранковича в 1502 році король Угорщини Владислав II видав його дружину, Єлену Якшич, заміж за Іваніша Бериславича, який став новим сербським деспотом. Незабаром Максим покинув Срем та поїхав до Волощини, де його прийняв господар Раду IV. 1507 року Максим був посередником при укладанні миру між господарем Волощини Раду IV та господарем Молдавії Богданом III.
Під час перебування Максима у Волощині Валаська митрополія перебувала на стадії інституціонального розвитку. Ім'я Максима згадується в диптиху місцевих ієрархів. Деякі дослідники припускають, що він став місцевим єпископом або ж митрополитом, хоча прямих свідчень про це не існує.
Після повернення з Волощини 1513 року Максим став белградським митрополитом. Свою резиденцію Максим переніс до збудованого ним монастиря Крушедол.
Помер 18 січня 1516 року.

## Культ

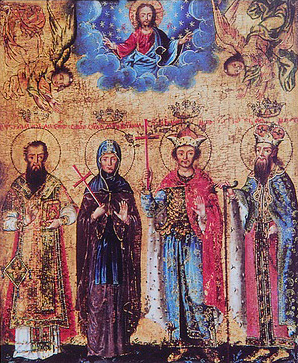
Святі Максим, Ангеліна, Йован та Стефан Бранковичі. Ікона авторства Андрії Райчевича, прибл. 1645

Родина Бранковичів була віддана православній вірі. У зв'язку з цим її членів, зокрема деспота Джордже (митрополита Максима) було канонізовано. Перші згадки про його культ датуються 1523 роком, коли османи вже захопили Белград. Культ митрополита Максима відзначався сербами як символ боротьби проти турецького панування. Мощі родини Бранковичів поховали в монастирі Крушедол. Також було створено агіографії святих Максима та Ангеліни.
Під час австро-турецької війни 1716—1718 років, після битви під Петроварадином османи захопили монастир Крушедол та спалили святі мощі родини Бранковичів.